# Заручье (Брейтовский район)
Заручье — упразднённый населённый пункт, включенный в 1934 году в состав села Брейтово в Брейтовском районе Ярославской области России. До упразднения входил в состав Брейтовского района Ивановской промышленной области.

## География
Находилась на ручье Шатрец, впадавший в реку Сить.

## История
К началу XX века деревня Заручье входила в состав Брейтовской волости Мологского уезда Ярославской губернии.
20 февраля 1934 года Президиум ВЦИК постановил: «Объединить селения Брейтово и Заручье, Брейтовского района, в один населенный пункт под наименованием Брейтово».

## Известные уроженцы, жители
Вашугин, Николай Николаевич (1990—1941) — член Военного совета Киевского особого военного округа, корпусной комиссар.